# Araneus recherchensis
Araneus recherchensis är en spindelart som först beskrevs av Main 1954.  Araneus recherchensis ingår i släktet Araneus och familjen hjulspindlar.
Artens utbredningsområde är Western Australia. Inga underarter finns listade i Catalogue of Life.